# Miodrag Božović
Miodrag Božović (sinh ngày 22 tháng 6 năm 1968) là một cầu thủ bóng đá người Montenegro.

## Sự nghiệp câu lạc bộ
Miodrag Božović đã từng chơi cho Avispa Fukuoka.

## Thống kê câu lạc bộ

### J.League
| Đội            | Năm       | J.League | J.League | J.League Cup | J.League Cup | Tổng cộng | Tổng cộng |
| Đội            | Năm       | Trận     | Bàn      | Trận         | Bàn          | Trận      | Bàn       |
| -------------- | --------- | -------- | -------- | ------------ | ------------ | --------- | --------- |
| Avispa Fukuoka | 1998      | 8        | 0        | 0            | 0            | 8         | 0         |
| Tổng cộng      | Tổng cộng | 8        | 0        | 0            | 0            | 8         | 0         |